# Tesa Rico
Tesa Rico, conocida actualmente como Almagro Rico Tesa, fue integrante del dúo femenino Tina y Tesa. Muy conocido en los años 60 por interpretar éxitos como La Locomoción y Balada de Trompeta.
Considerada una mujer aventurera es cantante, locutora, pintora, y escritora. Pero recibió educación musical hasta finalizar su carrera en el [Conservatorio Superior de Música del Liceo]. Obtuvo también el carnet de conducir y de mecánica en los años 60, nada corriente para una mujer en aquella época.
Aunque nació en Alicante, a la edad de ocho años se mudó con sus padres a la ciudad de Barcelona. Desde aquí desarrollará su carrera musical, hasta que en 1966 se disuelve el grupo. Ella desea continuar en el mundo del espectáculo y acabará trabajando en Radio España de Barcelona como locutora.
A principios de los años 70 abandona la vida pública para abrir una nueva etapa. Volcada en el arte se dedica a pintar y a escribir. Huirá durante años de la presencia pública, aunque mantendrá contacto con personas influyentes de su época de cantante y locutora.
Con diferentes seudónimos ha seguido su carrera artística, actualmente firma como Almagro Rico Tesa

## Carrera musical: Tina y Tesa
Empezó su carrera como cantante de twist y bossa-nova con su hermana Tina (Josefina). Las dos nacidas en Alicante se convirtieron en uno de esos dúos de hermanas con corte de pelo a lo garçon algo rebeldes que hacían bailar a los jóvenes de aquella época.
Cuando Tesa tenía 8 años sus padres decidieron mudarse a Barcelona. Ella empezará a estudiar música y lo convertirá en una pasión que desarrollará hasta su entrada en el [Conservatorio Superior de Música del Liceo]. En [1962] acabada su carrera decidirá iniciar su carrera en el mundo de la música. No quería hacerlo en solitario y con el apoyo de sus padres enroló a su hermana Tina para formar un duo. Tina que tenía a penas 15 años de edad dejó de lado su profesión como administrativa, motivo por el cual más tarde desearía regresar a un plano menos público.
Sus primeros conciertos eran gratis en el teatro del barrio de [Poble Nou] de Barcelona, de este modo fueron ganando tablas. Siempre acompañadas por su madre y sin el apoyo de ningún cazatalentos consiguieron llamar la atención de las discográficas.
En ese mismo año consiguieron ganar el concurso de cantantes de Twist y Joaquin Soler Serrano con el premio de la actuación en el Teatro Victoria.
Tesa era la más motivada y quien llevaba la voz cantante, pero fue de la mano del conocido pianista [Eduardo Arguedas], quien les sugirió cambiaran el orden de las voces, cuando la carrera de estas dos hermanas alicantinas despegó.
En 1962 y debido al éxito que tuvieron con el público Barcelonés la compañía Odeon decide grabar con ellas bajo el sello subsidiario Regal. El primer disco fruto de este contrato está enfocado para la gente joven.
Era época de adaptaciones, y los propios compositores escogían diferentes intérpretes para sus temas. Hey Baby de Bruce Channel traducido como ¡Eh Nena!, o Tómbola de Augusto Algueró fueron algunos de sus primeros sencillos.
Con un ritmo casi imparable se sucedieron los conciertos, las actuaciones, y la llegada de su segundo disco. Con una gran influencia internacional tocaron géneros como la Bossa Nova, Twist y el Madison. Canciones tan conocidas como Locomotion, Sugar Time, Madison Kid fueron cantadas conocidas como La locomoción, Échale Cariño, y Madison Kid.
Harán una pausa hasta 1966, ficharán por la discográfica Belter. Su álbum será el de despedida. Después de este éxito Tina decide volver a su vida anterior lejos de los focos de atención. Por el contrario Tesa seguirá con ganas de trabajar como artista y probará suerte, nuevamente, con la radio.

## Tesa Rico: La radio
Tesa ya había participado en la radio con a penas 18 años siendo integrante del cuadro de actores de Radio España de Barcelona. 
En la nueva etapa artística intentó hacerse un hueco en las ondas. La radio que gozaba de un gran auge en la sociedad española de la época, contaba con grandes locutores que servían de entretenimiento en aquellos años de dictadura.
Aprovechando de su fama trató de conseguir trabajo en Radio Nacional de España y en Radio Barcelona. Fue finalmente Radio España de Barcelona la que la volvió a confiar en ella. Junto con la, también locutora, Mercedes Laspra se encargaban del programa de continuidad de la emisora, y de la interpretación para cuentos infantiles.
Uno de sus grandes éxitos radiofónicos fue participando con Merdes Laspra en "el consultorio de doña Montserrat Fortuny". Este personaje ficticio respondía a las dudas de las oyentes que se comunicaban con la radio a través de cartas. Este programa estaba escrito por Jorge Carranza Gesa. Este programa fue precursor del Consultorio de Elena Francis, personaje también ficticio. Este último fue adaptado por el periodista taurino Juan Soto Viñolo.

## Almagro Rico Tesa: De la radio a la escritura
En 1971 Tesa decide abandonar las ondas y se refugia en su faceta más íntima. La pintura y la escritura ocuparán gran parte de sus días, y de sus noches. Con el seudónimo de Almagro Rico Tesa dará un homenaje a su madre y a su padre, quienes dieron soporte a la aventura de las dos hermanas con su primera formación.

## Discografía

### 1962
- Balada De La Trompeta ("Ballata Della Tromba")  (F. Pisano)
- Lección De Twist ("Twistin' The Twist")  (G. Mengozzi)
- Tómbola (A. Guijarro-A. Algueró)
- ¡Eh Nena! ("Hey Baby")  (B. Channel-M. Cobb)

### 1963
- La Locomoción ("The Locomotion")  (Goffin-King/adap.: J. Valdés)
- El Ritmo Bossa Nova ("E Luxo Só")  (Luis Peixoto-Ary Barroso/adap.: M. Salina)
- Ven Al Twist ("Hey! Let's Twist")  (H. Glover-J. Dee-M. Levy/adap.: Pacho)
- Echale Cariño ("Sugartime")  (Charlie Phillips-Odis Echols-S. Constantino)

- Celedonio  (Pochi-Colin)
- Madison Kid ("Madison Kid")  (Charly Thomas/adap.: C. Mapel)
- Quiero Que Hablemos ("Speak To Me Pretty")  (Dunham-Henry Vars/adap.: C. Mapel)
- Tengo Que Volver ("Gonna Get Back Home Somehow")  (D. Pomus-M. Shuman/adap.: C. Mapel)

### 1966
- Siempre (Lazcano)
- Que lo digo yo (Dolchado)